# Habkern
Habkern é uma comuna da Suíça, no Cantão Berna, com cerca de 657 habitantes. Estende-se por uma área de 51,06 km², de densidade populacional de 13 hab/km². Confina com as seguintes comunas: Beatenberg, Eriz, Flühli (LU), Niederried bei Interlaken, Oberried am Brienzersee, Ringgenberg, Schangnau, Unterseen.
A língua oficial nesta comuna é o Alemão.

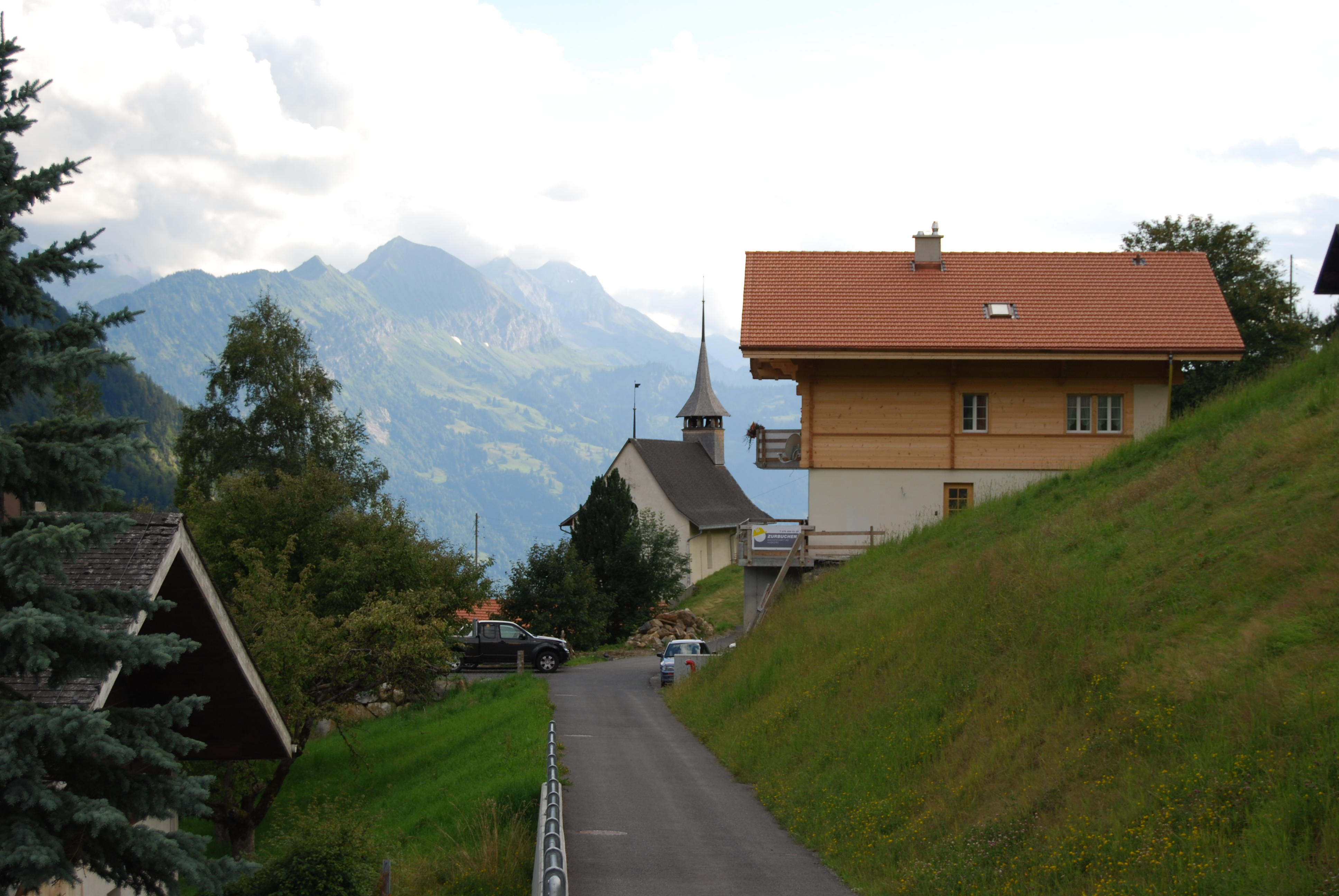
Habkern